# Arcinella brasiliana
Arcinella brasiliana is een tweekleppigensoort uit de familie van de Chamidae. De wetenschappelijke naam van de soort is voor het eerst geldig gepubliceerd in 1953 door Nicol.